# Línea 46 (Movibus)
La línea 46 de la red de autobuses interurbanos de la Región de Murcia (Movibus) une San Pedro del Pinatar con Cabo de Palos.

## Características
Fue puesta en servicio el 3 de diciembre de 2021, con la entrada en vigor de la primera fase de Movibus. Heredó el recorrido de la línea 23 de TUCARSA, limitando su recorrido hasta Cabo de Palos en lugar de seguir hacia La Manga, y estableciendo paradas en Lo Pagán. 
La línea no mantiene los mismos horarios todo el año, en verano aumentan el número de expediciones, además de los días excepcionales vísperas de festivo y festivos de Navidad en los que los horarios también cambian y se reducen. La línea solo presta servicio los domingos y festivos durante el periodo estival. 
Pertenece a la concesión RMU-004 "Metropolitana Cartagena-Mar Menor", y es operada por ALSA (TUCARSA).

## Horarios
Los horarios que no sean cabecera son aproximados.

### Invierno
| Lunes a viernes laborables            |                                       |                                       |                                       |                                       |                                       |                                       |                                       |                                       |                                       |
| San Pedro del Pinatar > Cabo de Palos | San Pedro del Pinatar > Cabo de Palos | San Pedro del Pinatar > Cabo de Palos | San Pedro del Pinatar > Cabo de Palos | San Pedro del Pinatar > Cabo de Palos | Cabo de Palos > San Pedro del Pinatar | Cabo de Palos > San Pedro del Pinatar | Cabo de Palos > San Pedro del Pinatar | Cabo de Palos > San Pedro del Pinatar | Cabo de Palos > San Pedro del Pinatar |
| San Pedro                             | San Javier                            | Los Alcázares                         | Los Nietos                            | Cabo de Palos                         | Cabo de Palos                         | Los Nietos                            | Los Alcázares                         | San Javier                            | San Pedro                             |
| 11:00                                 | 11:20                                 | 11:30                                 | 11:55                                 | 12:15                                 | 09:30                                 | 09:50                                 | 10:15                                 | 10:25                                 | 10:45                                 |
| 17:00                                 | 17:20                                 | 17:30                                 | 17:55                                 | 18:15                                 | 15:30                                 | 15:50                                 | 16:15                                 | 16:25                                 | 16:45                                 |
| 20:00                                 | 20:20                                 | 20:30                                 | 20:55                                 | 21:15                                 | 18:30                                 | 18:50                                 | 19:15                                 | 19:25                                 | 19:45                                 |
| Sábados laborables                    |                                       |                                       |                                       |                                       |                                       |                                       |                                       |                                       |                                       |
| San Pedro del Pinatar > Cabo de Palos | San Pedro del Pinatar > Cabo de Palos | San Pedro del Pinatar > Cabo de Palos | San Pedro del Pinatar > Cabo de Palos | San Pedro del Pinatar > Cabo de Palos | Cabo de Palos > San Pedro del Pinatar | Cabo de Palos > San Pedro del Pinatar | Cabo de Palos > San Pedro del Pinatar | Cabo de Palos > San Pedro del Pinatar | Cabo de Palos > San Pedro del Pinatar |
| San Pedro                             | San Javier                            | Los Alcázares                         | Los Nietos                            | Cabo de Palos                         | Cabo de Palos                         | Los Nietos                            | Los Alcázares                         | San Javier                            | San Pedro                             |
| 08:30                                 | 08:50                                 | 09:00                                 | 09:25                                 | 09:45                                 | 14:00                                 | 14:20                                 | 14:45                                 | 14:55                                 | 15:15                                 |
| 15:30                                 | 15:50                                 | 16:00                                 | 16:25                                 | 16:45                                 | 19:30                                 | 19:50                                 | 20:15                                 | 20:25                                 | 20:45                                 |

### Verano
| Lunes a viernes laborables            |                                       |                                       |                                       |                                       |                                       |                                       |                                       |                                       |                                       |
| San Pedro del Pinatar > Cabo de Palos | San Pedro del Pinatar > Cabo de Palos | San Pedro del Pinatar > Cabo de Palos | San Pedro del Pinatar > Cabo de Palos | San Pedro del Pinatar > Cabo de Palos | Cabo de Palos > San Pedro del Pinatar | Cabo de Palos > San Pedro del Pinatar | Cabo de Palos > San Pedro del Pinatar | Cabo de Palos > San Pedro del Pinatar | Cabo de Palos > San Pedro del Pinatar |
| San Pedro                             | San Javier                            | Los Alcázares                         | Los Nietos                            | Cabo de Palos                         | Cabo de Palos                         | Los Nietos                            | Los Alcázares                         | San Javier                            | San Pedro                             |
| 08:00                                 | 08:20                                 | 08:30                                 | 08:55                                 | 09:15                                 | 09:30                                 | 09:50                                 | 10:15                                 | 10:25                                 | 10:45                                 |
| 11:00                                 | 11:20                                 | 11:30                                 | 11:55                                 | 12:15                                 | 12:30                                 | 12:50                                 | 13:15                                 | 13:25                                 | 13:45                                 |
| 14:00                                 | 14:20                                 | 14:30                                 | 14:55                                 | 15:15                                 | 15:30                                 | 15:50                                 | 16:15                                 | 16:25                                 | 16:45                                 |
| 17:00                                 | 17:20                                 | 17:30                                 | 17:55                                 | 18:15                                 | 18:30                                 | 18:50                                 | 19:15                                 | 19:25                                 | 19:45                                 |
| 20:00                                 | 20:20                                 | 20:30                                 | 20:55                                 | 21:15                                 | 21:30                                 | 21:50                                 | 22:15                                 | 22:25                                 | 22:45                                 |
| Sábados laborables                    |                                       |                                       |                                       |                                       |                                       |                                       |                                       |                                       |                                       |
| San Pedro del Pinatar > Cabo de Palos | San Pedro del Pinatar > Cabo de Palos | San Pedro del Pinatar > Cabo de Palos | San Pedro del Pinatar > Cabo de Palos | San Pedro del Pinatar > Cabo de Palos | Cabo de Palos > San Pedro del Pinatar | Cabo de Palos > San Pedro del Pinatar | Cabo de Palos > San Pedro del Pinatar | Cabo de Palos > San Pedro del Pinatar | Cabo de Palos > San Pedro del Pinatar |
| San Pedro                             | San Javier                            | Los Alcázares                         | Los Nietos                            | Cabo de Palos                         | Cabo de Palos                         | Los Nietos                            | Los Alcázares                         | San Javier                            | San Pedro                             |
| 08:30                                 | 08:50                                 | 09:00                                 | 09:25                                 | 09:45                                 | 14:00                                 | 14:20                                 | 14:45                                 | 14:55                                 | 15:15                                 |
| 15:30                                 | 15:50                                 | 16:00                                 | 16:25                                 | 16:45                                 | 17:00                                 | 17:20                                 | 17:45                                 | 17:55                                 | 18:15                                 |
| 19:00                                 | 19:20                                 | 19:30                                 | 19:55                                 | 20:15                                 | 20:30                                 | 20:50                                 | 21:15                                 | 21:25                                 | 21:45                                 |
| Domingos y festivos                   |                                       |                                       |                                       |                                       |                                       |                                       |                                       |                                       |                                       |
| San Pedro del Pinatar > Cabo de Palos | San Pedro del Pinatar > Cabo de Palos | San Pedro del Pinatar > Cabo de Palos | San Pedro del Pinatar > Cabo de Palos | San Pedro del Pinatar > Cabo de Palos | Cabo de Palos > San Pedro del Pinatar | Cabo de Palos > San Pedro del Pinatar | Cabo de Palos > San Pedro del Pinatar | Cabo de Palos > San Pedro del Pinatar | Cabo de Palos > San Pedro del Pinatar |
| San Pedro                             | San Javier                            | Los Alcázares                         | Los Nietos                            | Cabo de Palos                         | Cabo de Palos                         | Los Nietos                            | Los Alcázares                         | San Javier                            | San Pedro                             |
| 09:00                                 | 09:20                                 | 09:30                                 | 09:55                                 | 10:15                                 | 14:00                                 | 14:20                                 | 14:45                                 | 14:55                                 | 15:15                                 |
| 15:30                                 | 15:50                                 | 16:00                                 | 16:25                                 | 16:45                                 | 17:00                                 | 17:20                                 | 17:45                                 | 17:55                                 | 18:15                                 |
| 19:00                                 | 19:20                                 | 19:30                                 | 19:55                                 | 20:15                                 | 20:30                                 | 20:50                                 | 21:15                                 | 21:25                                 | 21:45                                 |

## Recorrido y paradas

### Sentido Cabo de Palos
| Parada                                      | Común con             | Conexión con Cercanías | Municipio             |
| ------------------------------------------- | --------------------- | ---------------------- | --------------------- |
| Estación de Autobuses San Pedro del Pinatar | 47 48A 48B 49 410 411 |                        | San Pedro del Pinatar |
| Avda. de Las Salinas                        | 47 48A 49             |                        | San Pedro del Pinatar |
| Pescadores de San Pedro                     | 47 48A 49             |                        | San Pedro del Pinatar |
| Fábrica de Chocolate                        | 47 48A 49             |                        | San Pedro del Pinatar |
| Gasolinera Lo Pagán                         | 47 48A 49             |                        | San Pedro del Pinatar |
| Lo Pagán (Feria)                            | 47 48A 49             |                        | San Pedro del Pinatar |
| Hotel Neptuno                               | 47 48A 49             |                        | San Pedro del Pinatar |
| Virgen de Loreto - Kiosco                   | 47 48A 49             |                        | San Javier            |
| Virgen de Loreto, 70                        | 47 48A 49             |                        | San Javier            |
| La Ribera - Guardia Civil                   | 47 48A 49             |                        | San Javier            |
| Pescadores de la Ribera                     | 47 48A 49             |                        | San Javier            |
| San Javier (Av. Pinatar)                    | 47 48A 48B 49 411     |                        | San Javier            |
| Los Narejos - Av. Cartagena                 | 47                    |                        | Los Alcázares         |
| Los Narejos (Pza. Miguel de Cervantes)      | 47                    |                        | Los Alcázares         |
| Av. Los Narejos                             | 47                    |                        | Los Alcázares         |
| Los Alcázares - La Abuela                   | 47                    |                        | Los Alcázares         |
| Los Alcázares - Ayuntamiento                |                       |                        | Los Alcázares         |
| Punta Brava                                 |                       |                        | Cartagena             |
| Bar Poveda                                  | 21 22                 |                        | Cartagena             |
| Aula de Naturaleza                          | 21 22                 |                        | Cartagena             |
| Los Urrutias - Iglesia                      | 21 22                 |                        | Cartagena             |
| Urb. Estrella de Mar                        | 21 22                 |                        | Cartagena             |
| Los Nietos                                  | 21 22                 | Los Nietos-Pescadería  | Cartagena             |
| Islas Menores                               | 21 22                 |                        | Cartagena             |
| Mar de Cristal                              | 21 22                 |                        | Cartagena             |
| Camping Caravaning                          | 21 22 43              |                        | Cartagena             |
| Playa Honda                                 | 21 22 43              |                        | Cartagena             |
| Carretera de La Manga - Brezo (Parking)     | 22 43                 |                        | Cartagena             |
| Cala Flores                                 | 22 43                 |                        | Cartagena             |
| Cabo de Palos                               | 22 43 44              |                        | Cartagena             |

### Sentido San Pedro del Pinatar
| Parada                                      | Común con             | Conexión con Cercanías | Municipio             |
| ------------------------------------------- | --------------------- | ---------------------- | --------------------- |
| Cabo de Palos                               | 22 43 44              |                        | Cartagena             |
| Cala Flores                                 | 22 43                 |                        | Cartagena             |
| Playa Honda                                 | 21 22 43              |                        | Cartagena             |
| Camping Caravaning                          | 21 22 43              |                        | Cartagena             |
| Mar de Cristal                              | 21 22                 |                        | Cartagena             |
| Islas Menores                               | 21 22                 |                        | Cartagena             |
| Los Nietos                                  | 21 22                 | Los Nietos-Pescadería  | Cartagena             |
| Urb. Estrella de Mar                        | 21 22                 |                        | Cartagena             |
| Los Urrutias - Iglesia                      | 21 22                 |                        | Cartagena             |
| Aula de Naturaleza                          | 21 22                 |                        | Cartagena             |
| Bar Poveda                                  | 21 22                 |                        | Cartagena             |
| Punta Brava                                 | 21                    |                        | Cartagena             |
| Los Alcázares - Ayuntamiento                | 47                    |                        | Los Alcázares         |
| Los Alcázares - La Abuela                   | 47                    |                        | Los Alcázares         |
| Av. Los Narejos                             | 47                    |                        | Los Alcázares         |
| Los Narejos (Pza. Miguel de Cervantes)      | 47                    |                        | Los Alcázares         |
| Los Narejos - Av. Cartagena                 | 47                    |                        | Los Alcázares         |
| San Javier (Museo / Muebles Bastida)        | 48B                   |                        | San Javier            |
| Pescadores de la Ribera                     | 47 48A 49             |                        | San Javier            |
| La Ribera - Guardia Civil                   | 47 48A 49             |                        | San Javier            |
| Virgen de Loreto, 70                        | 47 48A 49             |                        | San Javier            |
| Virgen de Loreto - Kiosco                   | 47 48A 49             |                        | San Javier            |
| Hotel Neptuno                               | 47 48A 49             |                        | San Pedro del Pinatar |
| Lo Pagán (Feria)                            | 47 48A 49             |                        | San Pedro del Pinatar |
| Gasolinera Lo Pagán                         | 47 48A 49             |                        | San Pedro del Pinatar |
| Fábrica de Chocolate                        | 47 48A 49             |                        | San Pedro del Pinatar |
| Pescadores de San Pedro                     | 47 48A 49             |                        | San Pedro del Pinatar |
| Avda. de Las Salinas                        | 47 48A 49             |                        | San Pedro del Pinatar |
| Estación de Autobuses San Pedro del Pinatar | 47 48A 48B 49 410 411 |                        | San Pedro del Pinatar |